# Nur die Liebe läßt uns leben
Chansons représentant l'Allemagne au Concours Eurovision de la chanson
Diese Welt
(1971) Junger Tag
(1973)
Nur die Liebe läßt uns leben (« Seul l'amour nous fait vivre ») est la chanson représentant l'Allemagne au Concours Eurovision de la chanson 1972. Elle est interprétée par Mary Roos.
La chanson sortit en single aussi dans des versions anglaise (Wake Me Early in the Morning), française (Nous) et italienne (Non sono più bambina).

## À l'Eurovision
La chanson est la première de la soirée, précédant Comé-comédie interprétée par Betty Mars pour la France.
À la fin des votes, la chanson obtient 107 points et finit 3e sur 18 participants.

## Classements

### Classements hebdomadaires
| Classement (1972)            | Meilleure position |
| ---------------------------- | ------------------ |
| Allemagne (Media Control AG) | 17                 |

## Source de la traduction
1. ↑  https://www.discogs.com/fr/Mary-Roos-Nur-Die-Liebe-L%C3%A4%C3%9Ft-Uns-Leben/release/1437777
2. ↑  (de) Charts.de – Mary Roos - Nur die Liebe lässt uns leben. GfK Entertainment. PhonoNet GmbH.

- (en) Cet article est partiellement ou en totalité issu de l’article de Wikipédia en anglais intitulé « Nur die Liebe läßt uns leben » (voir la liste des auteurs).